# Attalea weberbaueri
Attalea weberbaueri là loài thực vật có hoa thuộc họ Arecaceae. Loài này được (Burret) Zona mô tả khoa học đầu tiên năm 2002.